# Русский народ (газета)
«Русский народ» — газета Ярославского отделения Союза русского народа литературно-политического направления. Начала издаваться в 1906 (разрешение на выпуск было получено 8 марта 1906 года), последний выпуск вышел 25 декабря 1910, выход газеты был остановлен с общим кризисом и расколами в Союзе.
Выходила один раз в неделю по воскресеньям (с 1907 — два раза в неделю). Как правило, на первой полосе публиковались проповеди и духовные беседы иеромонаха Илиодора, который являлся одним из лидеров Ярославского отдела СРН и преподавателем Ярославской духовной семинарии. Также публиковались материалы из других националистических и монархических газет (например из «Русского знамени»), городские новости Ярославля, стихи, песни, гимны, рассказы и. т. д. Большое внимание уделялось полемике с либеральными газетами и отдельными политическими деятелями, чиновниками, публиковались руководящие документы Главного совета СРН.
По поводу еврейского погрома в Ярославле газета писала:
«И в Ярославле обнаглели жиды и их прихвостни, ходили с красными флагами, кричали „долой самодержавие“, рвали царские портреты, выбирали президента Ярославской жидовской республики. Но русскому долготерпению настал конец и октябрьский погром в Ярославле… надо рассматривать как протест оскорбленного русского чувства против жидовских подлостей»
Еврейский погром: Как это было 100 лет назад в Ярославской губернии // Экклесиаст. — № 10 (106). — 2005.
В издании публиковались многие видные деятели монархического движения. В 1910 было опубликовано известное письмо академика А. И. Соболевского, в котором он обличал противников А. И. Дубровина, в том числе выступил с обвинениями по поводу использования ими т. н. «темных денег».
Редакторы:
- В. А. Колесников (с № 1 по № 17, 1906 год)
- Ф. П. Дуряев (с № 18, 1906 по № 668, 1909 год)
- И. Н. Кацауров (с № 669, 1909 до закрытия) — врач глазной лечебницы, председатель Ярославского отделения СРН.